# Canal d'Aire
Canal d'Aire – kanał wodny w północnej Francji, w departamentach Nord i Pas-de-Calais regionu Hauts-de-France. Łączy rzekę Lys w miejscowości Aire-sur-la-Lys z kanałem de Neufossé w Bauvin. Długość kanału wynosi obecnie 39 km (oryginalnie 41 km). Różnica poziomów wynosi 2 metry. Na kanale znajduje się jedna śluza.
Jest częścią sieci kanałów Dunkierka-Skalda.